# 순찰
순찰(巡察)은 특정 지리적 구역을 감시하거나 확보하는 일이다. 이 일에 할당된 법적공무원, 군인, 경비원 등의 그룹은 순찰대로 부른다. 이 그룹에 속한 사람은 순찰자로 호칭한다.

## 용어
영어로는 패트롤(patrol)이라고 하는데 이는 프랑스어 낱말 patrouiller에서 기원하며, 이 단어는 고대 프랑스어 낱말 patouiller에서 비롯된다.

## 군사 순찰
군사 전략 에서의, 순찰은 전투, 정찰 또는 둘의 조합을 목적으로 군 조직에서 육상, 해상 또는 공중으로 파견된 하위 부대 또는 소규모 전술 편대이다. 순찰대의 기본 임무는 목표한 장소 혹은 주변의 지형을 조사하거나 전투 순찰대의 경우 적을 찾아 교전할 목적으로 알려진 경로를 따라 이동하는 것이다. 순찰대는 또한 군 또는 소대에 종속된 소규모 기병 또는 기갑부대 부대를 의미할 수도 있으며, 일반적으로 소대 또는 분대 단위로 편성되며, 장갑 전투 차량(종종 탱크) 단위로 편성하기도 한다.

## 법 집행 기관

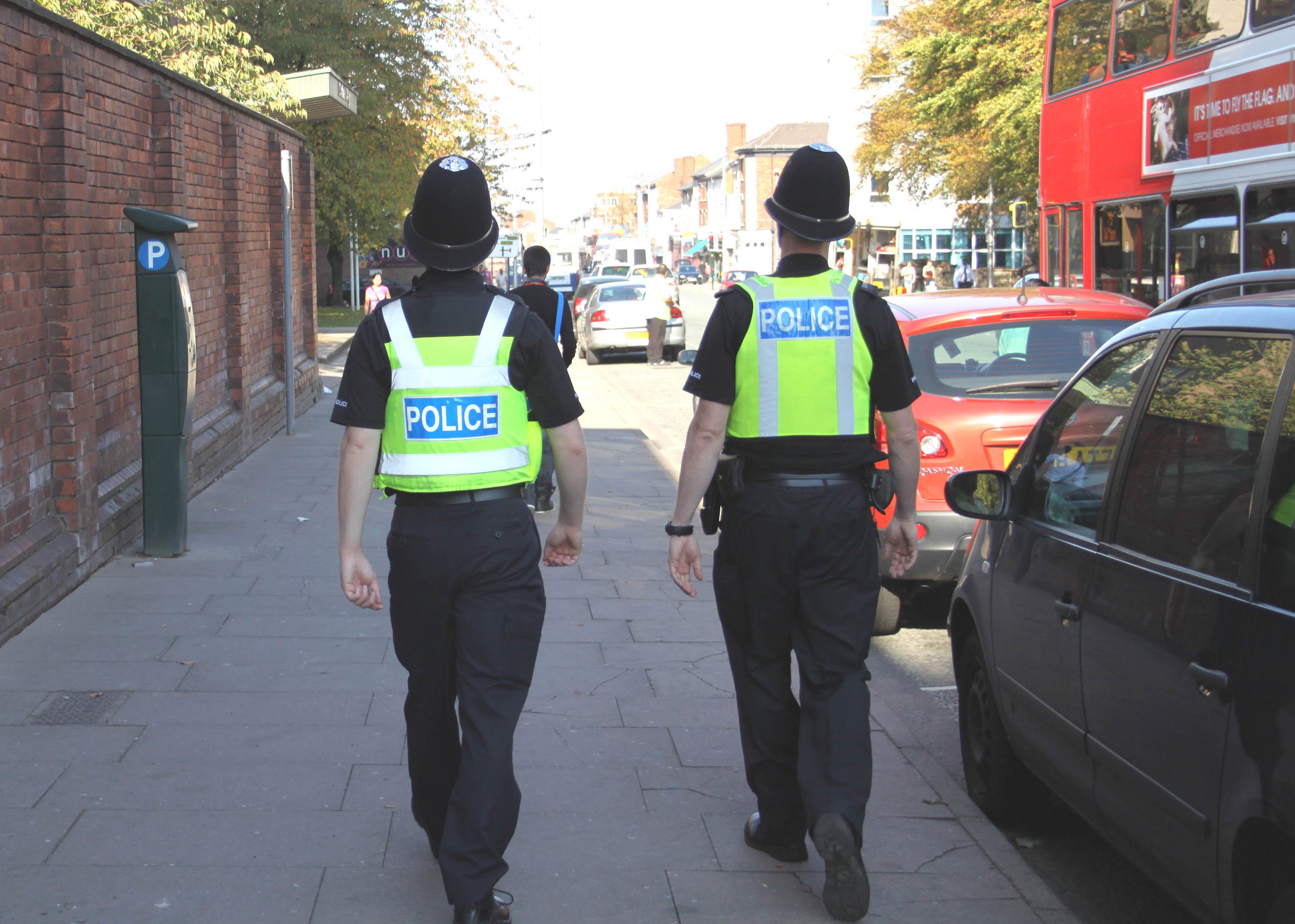
영국의 경찰이 순찰하고 있는 모습

비군사적 법 집행에서는, 경찰관 혹은 (사유지의 경우 경비원)이 특정 지역 혹은 장소의 순찰 활동을 수행한다. 이 경우 순찰은 '순찰' 행위, 즉 범죄나 모든 종류의 문제를 탐지하거나 예방하기 위해 정기적으로 할당된 구역을 이동하며 살피는 행위를 의미한다. 순찰자들은 경찰 조직에서 가장 흔하면서 대중에게 쉽게 노출되는 구성원이기도 하다. 이들의 임무는 긴급 출동, 체포, 분쟁 해결, 교통 위반 범칙금 고지서 발급, 범죄 신고 및 치안 관련 민원 접수, 교통 단속 수행, 범죄 수사, 범죄 예방 조치 등을 수행한다. 이들은 종종 사건 현장에서 최초 응답자가 되며, 이들의 행동은 수사 결과뿐만 아니라 지역의 치안, 자신과 타인의 생명과 안전에 큰 영향을 미칠 수 있다. 순찰은 지역사회 치안 유지의 목적으로 수행되는 경우가 많다.
순찰 경찰은 소속된 조직이나 법 집행 기관의 역량에 따라 도보 순찰, 기마 경찰, 경찰 오토바이 또는 경찰 자전거 탑승, 경찰차 운전, 경찰 선박 승무, 항공기 조종등의 방법으로 순찰 업무를 수행하며 경찰관을 배치할 수도 있고, 경찰 항공기를 조종할 수도 있다. 그들은 무장하거나 제복을 입을 수도 있고, 사복을 입고 암행 순찰을 할수도 있다.  2000년대 중반 템플 대학교와 필라델피아 경찰국이 실시한 연구에 따르면 도보 순찰 활동이 다른 방법들보다 범죄를 감소시키는 것으로 나타났다.

## 민간 순찰

### 경비
대다수의 건물이나 공공장소에서 시설의 안전을 지키기 위해 경비원을 두어 순찰 활동을 시행하고 있으며, 필요한 경우 사설 경비 업체를 고용하기도 한다.

### 학교
일부 초등학교에서는 학교와 교실의 안전을 감시하기 위해 선발된 학생 또는 횡단보도 지킴이(녹색어머니)를 도와 횡단보도를 건너는 아이들의 안전을 돕는 순찰대가 존재한다.

## 같이 보기
- 순찰사
- 순찰차